# Escardes
Escardes| é uma comuna francesa na região administrativa de Grande Leste, no departamento de Marne. Estende-se por uma área de 14,49 km². Em 2010 a comuna tinha 73 habitantes (densidade: 5 hab./km²).